# هوغو سيلفييرا
هوغو سيلفييرا (بالإنجليزية: Hugo Silveira)‏ (23 مايو 1993 في الأوروغواي - ) هو لاعب كرة قدم غامبي في مركز الهجوم. لعب مع ناسيونال مونتيفيديو.

## روابط خارجية
- هوغو سيلفييرا على موقع قاعدة بيانات كرة القدم.إي يو (الإنجليزية)
- هوغو سيلفييرا على موقع Soccerway.com (الإنجليزية)